# 中铁投资集团
中铁投资集团有限公司，注册地位于北京，隶属于中国铁路工程集团的上市公司中国中铁。业务性质为项目建设与资产管理。2017年，公司总资产75.02亿元，净资产18.03亿元，净利润0.19亿元。

## 外部連結
- 官方网站